# Spatzalm
De spatzalm (Copella arnoldi) is een vis uit de familie van de slankzalmen.

## Uiterlijke kenmerken
De vis heeft een slank, geelachtig lichaam met een zwarte kopstreep precies door het oog. De mannetjes bereiken een lengte van 8 cm en de vrouwtjes 6 cm. Het meest opvallend aan de spatzalm is de grote staart, vooral bij mannetjes. Het vrouwtje heeft een kleinere rugvin met een donkere vlek.

## Leefwijze
Het voedsel van het dier bestaat uit wormpjes, insectenlarven en kleine kreeftachtigen.

## Voortplanting
Spatzalmen planten zich op een bijzondere wijze voort. Het mannetje gaat op zoek naar een plantenblad dat boven het water hangt. Daar wacht hij tot er een vrouwtje komt. Vervolgens springen ze samen tegen het blad aan. Met hun vinnen kunnen ze secondelang aan het blad blijven hangen. Als het vrouwtje op het blad kuitschiet bevrucht het mannetje dit onmiddellijk. Om voldoende eitjes bevrucht op het blad te krijgen springen ze soms wel twintig keer op uit het water. Ten slotte zijn er ongeveer 200 eitjes aan het blad geplakt. De reden dat de spatzalm op die plek zijn eitjes legt is dat die op deze wijze niet opgegeten zullen worden door andere vissen. Na het ritueel jaagt het mannetje de vrouw weg. Hij spat dan nog anderhalve dag lang elke twintig minuten de eieren nat met zijn staart. Vervolgens komen de eitjes uit en valt het broed in het water.

## Leefgebied
De spatzalm leeft in de benedenloop van de rivieren Amazone en  Pará. Op plaatsen met een voor de voortplanting geschikte oevervegetatie houden zich grote scholen op. Het verspreidingsgebied omvat Brazilië, Frans Guiana, Suriname en Guyana. De soort is ingevoerd in Trinidad en Tobago.